# SN 1997U
SN 1997U – supernowa odkryta 2 stycznia 1997 roku w galaktyce A031046-1216. W momencie odkrycia miała maksymalną jasność 21,50m.